# Brian Stepanek
Brian Patrick Stepanek (Cleveland, Ohio; 6 de febrero de 1971) es un actor estadounidense conocido principalmente por interpretar a Arwin el chico de mantenimiento en la serie infantil-juvenil The Suite Life of Zack and Cody, de Disney Channel, a Tom Harper en la sitcom Nicky, Ricky, Dicky y Dawn y a Lynn Loud Padre en The Loud House.

## Filmografía
| Año              | Título                                                 | Personaje              |
| ---------------- | ------------------------------------------------------ | ---------------------- |
| 2002             | What I Like About You                                  | Lowell                 |
| 2002             | Friday After Next                                      | Policeman              |
| 2002             | The Drew Carey Show ("The Dawn Patrol" episode)        | Bob                    |
| 2005–2008        | The Suite Life of Zack and Cody                        | Arwin Hawkhauser       |
| 2005             | La isla                                                | Gandu Three Echo       |
| 2006             | Charlotte's Web                                        | Sheep Group (voz)      |
| 2006             | Vecinos invasores                                      | Nugent (voz)           |
| 2006–2008        | Disney Channel Games                                   | Presenter              |
| 2007             | Transformers                                           | Sector Seven Agent     |
| 2008             | Bolt                                                   | Martin (voz)           |
| 2008             | The Secret Saturdays                                   | Agent Epsilon          |
| 2008             | Brian O' Brian                                         | Himself                |
| 2008             | los chihuahuas de beberli Hills                        | Malo del hotel         |
| 2009             | Hatching Pete                                          | Coach Mackay           |
| 2010             | "Imagination Movers"                                   | Sir Fear-a-lot         |
| 2010             | Kick Buttowski: Suburban Daredevil                     | Harold Buttowski       |
| 2008–2011        | The Suite Life On Deck                                 | Arwin Hawkhauser/Milos |
| 2011             | Monster Mutt                                           | Dr. Victor Lloyd       |
| 2011             | Beverly Hills Chihuahua 2                              | Banker                 |
| 2011             | Mr. Young                                              | Professor              |
| 2013             | Pain & Gain                                            | Brian McCalister       |
| 2013             | Two and a Half Men                                     | Larry                  |
| 2013             | The Crazy Ones ("The Intern" episode)                  | Phil                   |
| 2014             | Jessie                                                 | Mr. Collinsworth       |
| 2014             | The Haunted Hathaways (episode: "Mostly Ghostly Girl") | Officer                |
| 2014             | Mixels                                                 | Magnifo                |
| 2014–2018        | Nicky, Ricky, Dicky & Dawn                             | Tom Harper             |
| 2015             | Home                                                   | Gorg Commander (voz)   |
| 2016–presente    | The Loud House                                         | Lynn Loud Sr. (voz)    |
| 2020–2022        | The Casagrandes                                        | Lynn Loud Sr. (voz)    |
| 2021             | The Loud House: la película                            | Lynn Loud Sr. (voz)    |
| 2021             | A Loud House Christmas                                 | Lynn Loud Sr.          |
| 2022-presente    | The Really Loud House                                  | Lynn Loud Sr.          |
| 2016             | LBJ                                                    | Rufus Youngblood       |
| 2018             | Daphne & Velma                                         | Nedley Blake           |
| 2017- actualidad | El joven Sheldon                                       | Profesor de instituto  |